# Haselnuss (Heraldik)

Haselnuss im Wappen von Aßlar

Die Haselnuss ist in der Heraldik eine gemeine Figur und kann in unterschiedlicher Anzahl im Wappen oder Feld sein.
In der Anzahl eins wird dieser Samen oft vom Wappentier Eichhörnchen gehalten oder die Nuss wird mit Blättern und Stiel im Schild dargestellt. Zwei Früchte oder drei in einer Kreuzform ist die häufig gewählte Form. Vier Wappenfiguren werden als Haselnusskreuz angeordnet. Die Farbgebung kann naturalistisch oder abstrakt mit den zulässigen Farben oder Metallen der Heraldik ausgeführt sein. Gold oder Silber ist vorrangig. Beliebt ist die Anordnung von drei Haselnüssen in der Art 2:1, aber auch im Dreipass.
Die Haselnuss bietet viele Voraussetzungen zum redenden Wappen. Familiennamen oder Ortsnamen mit Hasel, Hassel usw. sind für die Aufnahme der Haselnuss im Wappen geeignet. Auch der Begriff Nuss macht ein redendes Wappen. Beispiel die Schweizer Gemeinde Nusshof.

natürliche Darstellung
drei 2:1 gestellte Früchte des Haselstrauchs (Haselau)
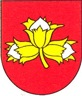
drei Haselnüsse an einem Stiel
Darstellung -
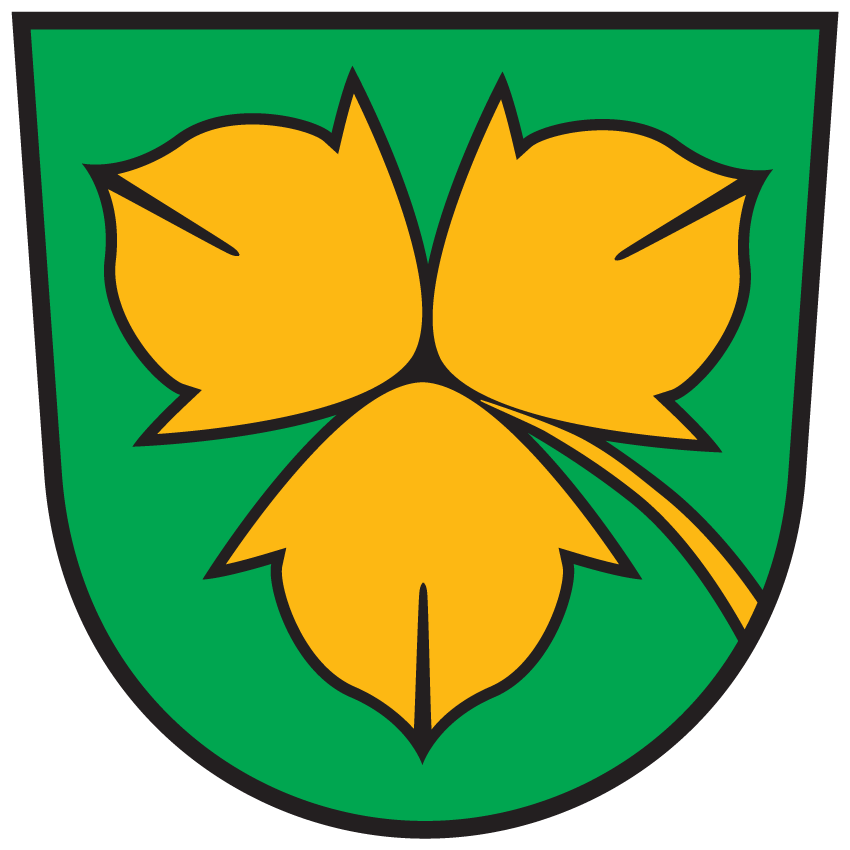
im Dreipass
Eichhörnchen mit Haselnuss
Wappen Nüsttal, Haselnuss als Hinweis auf Burg Haselstein

HaselDie Hasel ist in der Heraldik auch eine Wappenfigur. Sie ist sehr selten und unterscheidet sich von der Wappenfigur Haselnuss nur durch vermehrte Belaubung. Alle oben genannten Eigenschaften treffen auch hier zu.